# Philippe le Bon
Pour les articles homonymes, voir Philippe de Bourgogne et Philippe Lebon.
Philippe III de Bourgogne, dit Philippe le Bon, né le 31 juillet 1396 à Dijon et mort le 15 juin 1467 à Bruges, fils du duc Jean sans Peur, est de 1419 à sa mort le troisième duc de Bourgogne de la maison de Valois, issue de Philippe le Hardi, fils du roi de France Jean le Bon.
Devenu duc à la suite de l'assassinat de son père à Montereau par des partisans du dauphin Charles, peu après la reprise de la guerre de Cent Ans par les Anglais en 1415, il établit dès son avènement une alliance avec le roi d'Angleterre, qui aboutit en 1420 au traité de Troyes : Henri V devient l'héritier présomptif du roi de France Charles VI, au détriment du dauphin, obligé de se réfugier à Bourges. Cette alliance anglo-bourguignonne d'abord victorieuse est fragilisée en 1429 par l'intervention de Jeanne d'Arc. Malgré la capture de Jeanne par les troupes bourguignonnes en 1430 et sa livraison aux Anglais, Charles VII, sacré à Reims, reprend le dessus. En 1435, Philippe le Bon signe avec lui le traité d'Arras, qui rétablit la paix entre Armagnacs et Bourguignons, permettant au roi de chasser les Anglais de France (1453).
Dès les années 1420, Philippe le Bon poursuit aussi la politique de rassemblement de fiefs des Pays-Bas commencée par Philippe le Hardi : aux comtés de Flandre et d'Artois (fiefs de France), il ajoute les fiefs d'Empire que sont les comtés de Namur, de Hainaut, de Hollande (y compris la seigneurie de Frise (en)) et de Zélande, les duchés de Brabant, de Limbourg et de Luxembourg, ainsi que le marquisat d'Anvers. Il renforce ainsi considérablement l'entité des Pays-Bas bourguignons, deuxième partie de l'État bourguignon, aux côtés du duché de Bourgogne, du comté de Bourgogne et du comté de Charolais.
Qualifié par sa propre propagande de « grand duc d'Occident », il est un des princes féodaux les plus puissants de son temps, à la tête d'un vaste ensemble territorial à cheval sur le royaume de France et sur l'Empire. La cour de Bourgogne est alors la plus brillante[réf. nécessaire] d'Europe, devenant du fait de son mécénat un foyer artistique de premier plan, grâce notamment aux innovations des primitifs flamands et des musiciens de l'école bourguignonne.
Manifestant à plusieurs reprises son souhait de partir en croisade, il fonde en 1430 l'ordre de chevalerie de la Toison d'Or.

## Contexte historique
Les possessions de Philippe le Bon relèvent pour une part (duché de Bourgogne, comté de Charolais, comté de Nevers, comté de Flandre et comté d'Artois) du royaume de France, État dans lequel le pouvoir royal s'est renforcé au cours des siècles depuis Hugues Capet, malgré quelques épisodes comme le règne de Charles VI (1368-1422, roi en 1380).
Ses autres fiefs relèvent du Saint-Empire romain germanique, une « marqueterie de principautés » dont le souverain, non héréditaire, est élu par sept princes-électeurs.
Le règne de Charles VI est marqué par la folie du roi à partir des années 1390 et par le conflit qui en résulte entre son frère, le duc d'Orléans, et son oncle, le duc de Bourgogne. Ce conflit dégénère en guerre civile (Armagnacs contre Bourguignons) après l'assassinat de Louis Ier d'Orléans en 1407.
En 1415, Henri V décide de relever les prétentions anglaises à la couronne de France et remporte la victoire d'Azincourt. En 1419, lors d'une rencontre de réconciliation entre le dauphin et Jean sans Peur, celui-ci est assassiné par des Armagnacs. Pour Philippe le Bon, cet acte le relève de toute obligation envers l'héritier présomptif du royaume de France et le rejette vers le camp anglais.

## Biographie

### Origines familiales et formation
Quand il naît, son père, le futur Jean Ier de Bourgogne, dit Jean sans Peur (1371-1419), est seulement comte de Nevers (depuis 1384). Le grand-père de Philippe, fondateur de la maison de Valois-Bourgogne, est le duc Philippe II de Bourgogne (1342-1404), dit Philippe le Hardi.
Sa mère est Marguerite de Bavière (1363-1424), fille d'Albert de Wittelsbach, comte de Hainaut et duc de Bavière-Straubing.
L'enfance de Philippe se passe sans doute[pas clair] d'abord au château de Rouvres près de Dijon, puis à Paris où il vit quelque temps à la cour de France. Mais c'est au Prinsenhof de Gand, dans le comté de Flandre, qu'il passe la plus grande partie de sa jeunesse. Là, il se familiarise avec les mœurs et la langue de ses sujets thiois et est d'ailleurs éduqué par des précepteurs flamands. Il est peu doué pour l'allemand et pour le latin[réf. nécessaire]. Il apprend[réf. nécessaire] le français avec un conseiller de son père, Jean de Thoisy, qui devient[Quand ?] son précepteur (il sera nommé chancelier de Bourgogne par Philippe en 1420).
En 1403, il est fiancé par Philippe le Hardi à une cousine, Michelle de France (1395-1422), fille du roi Charles VI. Leur mariage a lieu en 1409, alors qu'ils ont treize et quatorze ans (Philippe devient donc le beau-frère du dauphin Charles) ; de ce mariage naitra une fille[Quand ?], Agnès, morte en bas âge.
En 1410, Philippe devient comte de Charolais : ce titre est ensuite dévolu à l'héritier présomptif du duc de Bourgogne. En 1411, il reçoit de son père le gouvernement du comté de Flandre et du comté d'Artois.
À la veille de la bataille d'Azincourt (1415), le jeune prince de dix-neuf ans souhaiterait accompagner ses oncles Antoine (1384-1415) et Philippe (1389-1415) sur le champ de bataille. Ces deux hommes, qui ont jusque là combattu pour les Bourguignons contre les Armagnacs, refusent de suivre la politique neutraliste de Jean sans Peur face au retour des Anglais en France et rejoignent les rangs français. Le duc de Bourgogne (Jean sans Peur) empêche son fils de les suivre. Antoine et Philippe trouvent la mort au cours de la bataille.

### Philippe le Bon dans la guerre de Cent Ans

#### L'assassinat de Jean sans Peur et l'alliance avec le roi d'Angleterre (1419-1420)

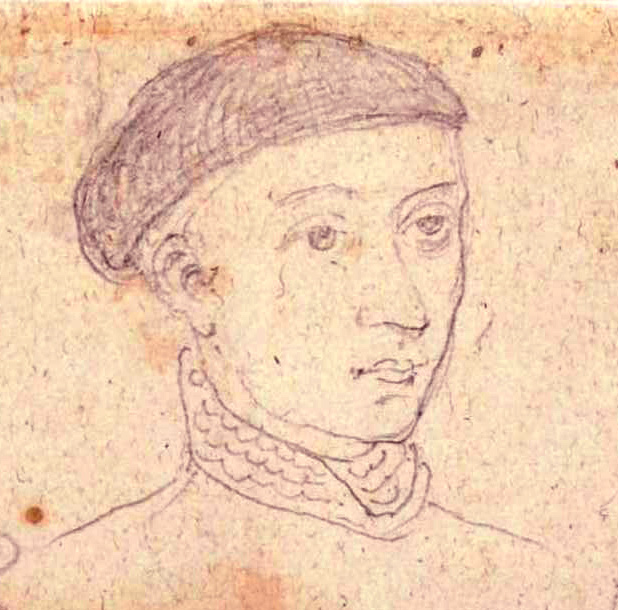
Philippe le Bon vers 1425, dessin d'Antoine de Succa d'après une peinture disparue, Bibliothèque royale de Belgique, début du XVIIe siècle.

Philippe devient duc de Bourgogne le 10 septembre 1419 dans des conditions particulières : son père a été assassiné à Montereau par un membre de la suite du dauphin Charles, lors d'une rencontre de réconciliation entre Armagnacs et Bourguignons qui se livrent une guerre civile depuis l'assassinat de Louis Ier d'Orléans, frère cadet du roi de France Charles VI, commis sur ordre de Jean sans Peur par Raoul d'Anquetonville. Le but de cette rencontre était de s'unir afin de faire face à l'occupation d'une partie du royaume par les Anglais dans le cadre de la guerre de Cent Ans. À cette date, les Bourguignons sont maîtres de Paris, tandis que le dauphin Charles réside depuis un an à Bourges.
Estimant que Charles a une responsabilité dans cet attentat dont il veut obtenir réparation, Philippe s'estime délié de toute allégeance et se rapproche du roi d'Angleterre Henri V.
Charles VI étant atteint de maladie mentale, le duc de Bourgogne et le roi d'Angleterre lui imposent, avec l'appui de la reine Isabeau, de priver Charles, présenté par la propagande bourguignonne comme un enfant illégitime, de son statut de dauphin.
Le 21 mai 1420, est signé le traité de Troyes qui déshérite le dauphin au profit de Henri V, à condition que celui-ci épouse une fille de Charles VI. Le 2 juin, Henri V épouse Catherine de Valois, sœur de Michelle, l'épouse du duc de Bourgogne. Devenu héritier présomptif de Charles VI, le roi d'Angleterre est aussi doté des prérogatives de régent du royaume. Il confirme à Philippe le Bon la possession des villes de la Somme, notamment Péronne, Roye et Montdidier, qui garantissent la dot de Michelle de Valois.
Philippe le Bon s'empare de Montereau (1er juillet 1420), fait exhumer la dépouille de son père, qui est ensuite inhumée à la chartreuse de Champmol de Dijon, auprès de celle de Philippe le Hardi.
S'appuyant sur son titre de pair de France, Philippe lance une procédure judiciaire pour le meurtre de son père devant le Parlement de Paris. Le chancelier Nicolas Rolin plaide pour Philippe le Bon, mais Henri V refuse de sanctionner les meurtriers, trahissant ainsi une promesse faite à Rouen.[pas clair]

#### Les débuts du règne deHenriVI(1422-1429)

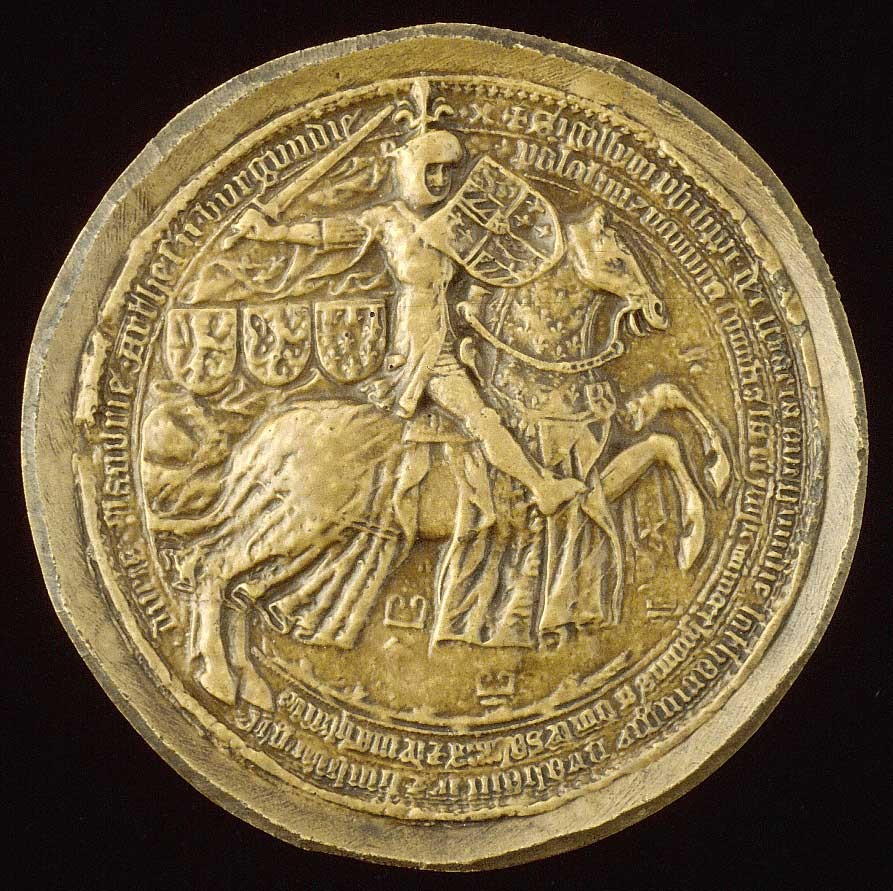
Sceau équestre de Philippe III, duc de Bourgogne, Archives nationales

Le 31 août 1422, Henri V d'Angleterre meurt, laissant sa succession à un nouveau-né, Henri VI (1421-1471). Avant de mourir, il a demandé à son frère, Jean de Lancastre, duc de Bedford, que la régence de France soit attribuée à Philippe le Bon, mais celui-ci la refuse.[réf. nécessaire] C'est donc le duc de Bedford qui assume la régence du royaume de France comme du royaume d'Angleterre.
Peu après, le 21 octobre 1422, Charles VI meurt à son tour. Henri VI devient donc roi de France en vertu du traité de Troyes. De son côté le dauphin Charles, qui contrôle les régions situées au sud de la Loire, où il a de nombreux partisans de la faction des Armagnacs, se considère comme le successeur de son père en vertu de la loi salique. Cette situation marque le début d'une nouvelle phase de la guerre de Cent Ans.
L'alliance anglo-bourguignonne est renforcée en 1423 par le mariage du duc de Bedford avec Anne de Bourgogne (1404-1432), fille de Jean sans Peur et sœur de Philippe le Bon.
Ce rapprochement ne fait pas l'unanimité. Certains princes anglais y sont hostiles, notamment Humphrey de Lancastre, duc de Gloucester, et les comtes de Suffolk et de Salisbury, qui auraient même, de 1424 à 1426, tramé un complot visant à attenter à la vie du duc de Bourgogne.
Durant cette décennie 1420, le royaume de France est partagé entre trois pouvoirs : le duc de Bedford tient la Guyenne (en tant que fief Plantagenêt), notamment Bordeaux, et occupe le nord-ouest du pays, de la Champagne à la Normandie et à l'Anjou ; Philippe le Bon tient ses propres fiefs et contrôle l'est de la Champagne ; le dauphin contrôle le sud du pays, du Dauphiné à l'Armagnac. Il est aussi soutenu par deux petites entités isolées dans les territoires bourguignons : la ville de Tournai, vassale du roi de France ; la châtellenie de Vaucouleurs, à la frontière du duché de Lorraine. C'est dans cette châtellenie qu'apparait en 1429 la personnalité de Jeanne d'Arc, qui, persuadée d'être chargée d'une mission divine, obtient l'appui du capitaine de Vaucouleurs, Robert de Baudricourt, pour aller voir le dauphin.

#### Philippe le Bon et Jeanne d'Arc (1429-1431)

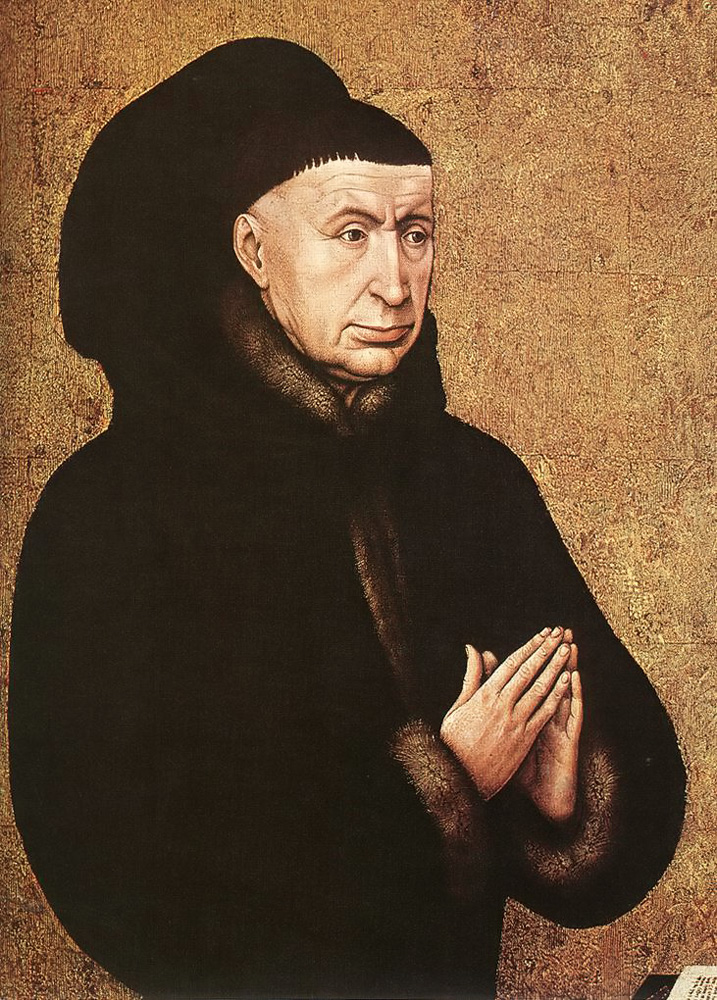
Le chancelier Nicolas Rolin par Rogier van der Weyden.

Le 29 avril 1429, Jeanne d'Arc, après avoir obtenu le soutien du dauphin Charles à Chinon, se présente devant Orléans, assiégée par les Anglais depuis 1428, et réussit à faire lever le siège au duc de Bedford dans la nuit du 7 mai au 8 mai 1429.
Le 17 juillet 1429, Jeanne d’Arc, traversant des territoires bourguignons, amène sous bonne escorte Charles VII jusqu'à la cathédrale de Reims, où il est sacré roi de France par l'archevêque Regnault de Chartres. Bien que premier pair de France, Philippe le Bon est exclu de cet événement, qui va à l'encontre de sa politique pro-anglaise.
Le jour même du sacre, Jeanne d'Arc lui envoie cependant une lettre pour lui demander la paix. Mais le duc refuse cette offre.
L'année suivante, alors qu'il vient de créer l'ordre de la Toison d'or (10 janvier 1430), il joue un rôle important dans le processus qui va mener Jeanne sur le bûcher. En effet, le 23 mai 1430, les troupes bourguignonnes commandées par le comte Jean II de Luxembourg-Ligny (qui est aussi comte de Guise) assiègent Compiègne, que Jeanne d'Arc tente de défendre. Au cours d'une sortie, elle est capturée par les Bourguignons ; Philippe le Bon décide un peu plus tard de la livrer au duc de Bedford pour 10 000 livres (novembre 1430). Bedford la confie alors à un partisan des Anglais, l'évêque de Beauvais Pierre Cauchon, qui inculpe Jeanne d'Arc d'hérésie. Le 30 mai 1431, Jeanne d'Arc, condamnée par un tribunal ecclésiastique présidé par Cauchon, est brûlée vive à Rouen.
Le 16 décembre 1431, Henri VI d'Angleterre est à son tour sacré roi de France à la cathédrale Notre-Dame de Paris, à l'âge de dix ans. Toutefois, la royauté de Henri VI contrevient à la règle établie au siècle précédent justement pour évincer un autre prétendant anglais : la couronne de France se transmet seulement en ligne masculine (« loi salique »).
Dans l'ensemble, à partir de 1430, la position de Charles VII se renforce dans le royaume.

#### La conférence d'Arras (1435) et la paix franco-bourguignonne
En 1435, des discussions internationales en vue du rétablissement de la paix entre la France et l'Angleterre s'ouvrent à Arras. Sont présents les rois d'Angleterre, de Portugal, de Pologne, de Sicile, d'Écosse, le duc Philippe le Bon et son épouse Isabelle de Portugal.
Le chancelier de Bourgogne Nicolas Rolin, fondateur des Hospices de Beaune, est l'âme et le cerveau de ces négociations. Très vite, les Anglais sont en position d'infériorité : refusant l'annulation du traité de Troyes qui leur serait défavorable, ils quittent la conférence. Ils considèrent que ce traité représente leurs revendications légitimes sur le trône de France et les territoires français. Cette position intransigeante rend difficile toute avancée dans les pourparlers de paix et, en conséquence, les Anglais décident de se retirer des négociations.
La paix d'Arras est donc signée sans eux le 20 septembre 1435 entre le roi de France et le duc de Bourgogne. Charles VII fait amende honorable pour le meurtre de Jean sans Peur et jure de punir les coupables. Il confirme à Philippe le Bon la possession des territoires conquis par lui depuis 1418. Le duc de Bourgogne obtient, à titre personnel, la rupture du lien de vassalité qui le rattache au roi de France.
Les Anglais, furieux contre leur ancien allié, menacent Philippe le Bon. En retour, celui-ci envoie des troupes pour aider le roi de France à reprendre Paris ; de son côté, il tente sans succès de reprendre Calais.
Après ces événements, le duc de Bourgogne se concentre sur le développement et l'administration de ses États et ses troupes ne participent plus que rarement à la guerre franco-anglaise qui ne se termine qu'en 1453 (prise de Bordeaux par Charles VII).

### La formation desPays-Bas bourguignons(1427-1443)

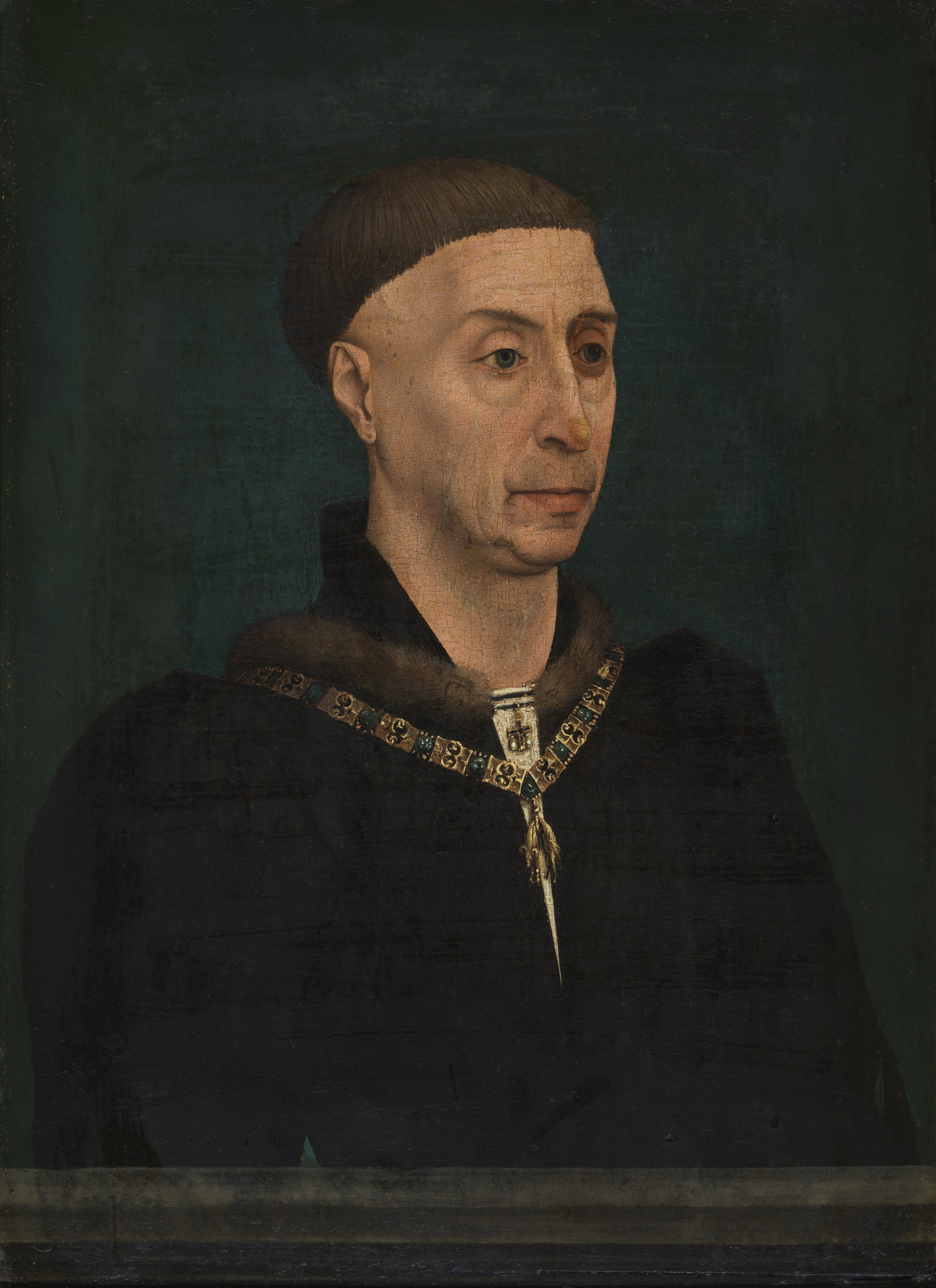
Philippe le Bon.

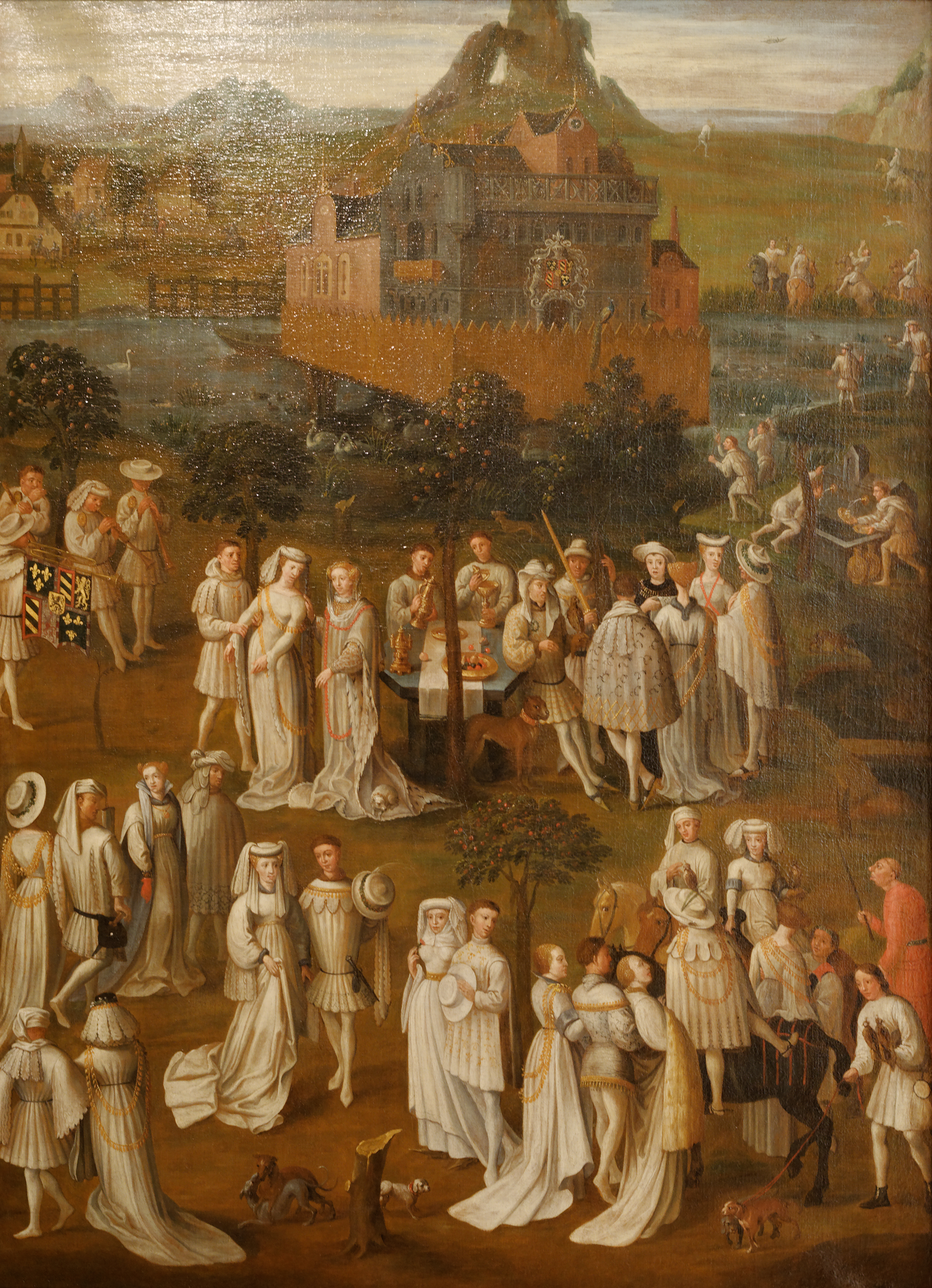
Fête Champêtre à la cour de Bourgogne.
Sur cette toile attribuée à Jan van Eyck apparaissent les armoiries portées par Philippe le Bon après son héritage du Brabant et du Limbourg, mais pas encore le collier de la Toison d'or rendu obligatoire le 3 décembre 1431.

Déjà possesseur, en plus du duché de Bourgogne (Dijon), du comté de Flandre (Gand, Bruges, Lille), du comté d'Artois (Arras), du comté de Bourgogne (Dole), Philippe accroît considérablement le nombre de ses possessions dans la région des Pays-Bas, par étapes successives de 1427 à 1443.
Au décès du duc Jean IV de Brabant (17 avril 1427), époux de Jacqueline de Bavière, comtesse de Hainaut, de Zélande, de Hollande et dame de Frise, Philippe le Bon profite de la situation pour se faire confier le gouvernement du comté de Hainaut en tant qu’héritier présomptif de Jacqueline. Il prête serment à Collégiale Sainte-Waudru de Mons. Dès lors, le duc de Bourgogne est mentionné dans les actes, comme « hoir (héritier) du comté de Hainaut ».
En 1429, à la mort de Jean III de Namur, Philippe le Bon prend possession du comté de Namur, que Jean III lui a vendu en 1421 pour 132 000 couronnes d'or avec usufruit jusqu'à sa mort (c'est-à-dire en viager).
Le 4 octobre 1430, Philippe le Bon devient duc de Brabant, de Lothier, de Limbourg et marquis du Saint-Empire[pas clair], en succession de Philippe de Saint-Pol, fils de Jean IV.
Le 12 avril 1433, Philippe le Bon devient comte de Hainaut, de Hollande, de Zélande et seigneur de Frise après la « trahison » du traité de Delft par Jacqueline de Bavière. Celle-ci ne conserve que le titre de « comtesse d'Ostrevant » (Hainaut), avec les revenus afférents. Souhaitant unifier ces territoires, il décide de les doter d'un même système monétaire qui sera produit par les ateliers des "quatre pays" (vierlander) que sont la Hollande, le Hainaut, le Brabant et la Flandre.
En 1438, il met le siège devant la ville de Marcigny (située à 15 km au nord de Roanne) afin d'affirmer son autorité sur des territoires contestés et de consolider son pouvoir en tant que duc de Bourgogne.
En juin 1441, il confirme à l'abbaye Saint-Martin d'Autun, la charte du duc Eudes qui promet de ne rien usurper sur Saint-Martin.
Enfin en 1443 la mort de la tante de Philippe le Bon, la duchesse Élisabeth de Goerlitz, lui permet de prendre possession du duché de Luxembourg.
Toutes ces possessions forment désormais les Pays-Bas bourguignons, qui s'étendent de l'Artois (dans le royaume de France) à la Frise (dans l'Empire), la limite entre France et Empire étant encore l'Escaut.
En ce qui concerne les fiefs d'Empire, la vassalité de Philippe le Bon vis-à-vis de l'empereur est contestable en fait et en droit ; en ce qui concerne ses possessions françaises, Philippe est souverain en fait ET en droit puisque le traité d'Arras de 1435 l'a délié de son hommage au roi de France. Parler du duc de Bourgogne Philippe le Bon comme d'un prince souverain est donc parfaitement pertinent,.

### Dernières années et décès

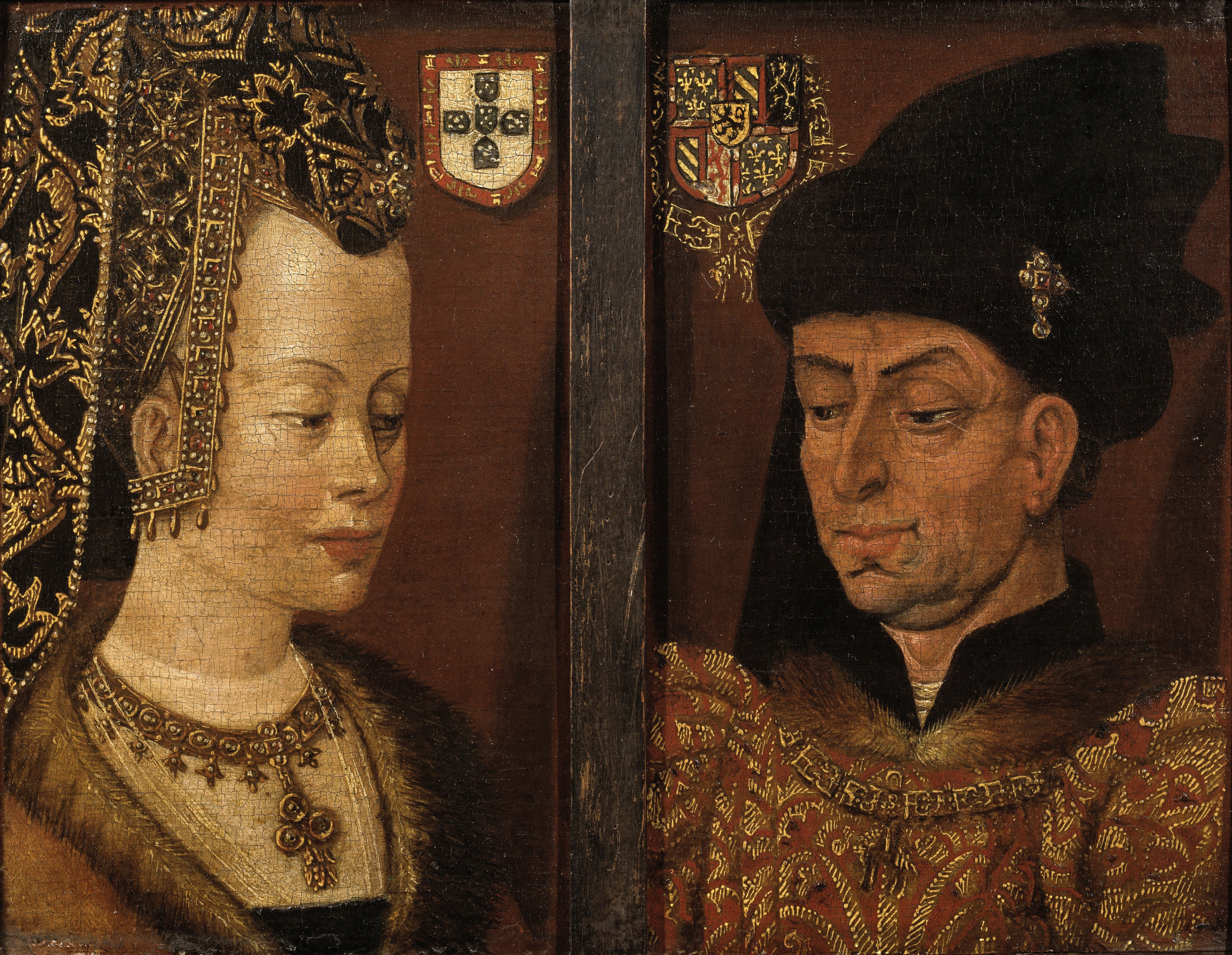
Philippe le Bon et Isabelle de Portugal (huile sur panneau, musée des beaux-arts de Gand).

En 1437 une révolte éclate à Bruges contre Philippe le Bon. La révolte de Bruges en 1437 résulte du mécontentement face à la centralisation du pouvoir par Philippe le Bon, de nouvelles taxes imposées, et de l'ingérence bourguignonne dans les affaires locales, exacerbant les difficultés économiques et menaçant l'autonomie des citoyens. Il manque d'y laisser la vie, mais finalement pacifie la ville avec l'aide de Gand et d'Ypres. En 1439, Philippe signe la paix de Gravelines avec Henri VI d'Angleterre, ce qui permet une reprise du commerce entre le royaume insulaire et la Flandre. En 1453, c'est au tour des Gantois de se soulever; ils sont écrasés à Gavere.
Philippe III de Bourgogne est désormais le plus puissant prince de la chrétienté et l'État bourguignon au faîte de sa puissance.
Le 17 février 1454, Philippe le Bon donne le banquet du Faisan à Lille, où, à la suite de la prise de Constantinople par les Turcs, le 29 mai 1453, il fait le vœu de lancer une nouvelle croisade.
Début septembre 1456, le dauphin Louis (le futur Louis XI de France) se réfugie en Bourgogne pour s'y mettre à l'abri de la colère de son père. Il rejoint Bruxelles où Philippe le Bon tient sa cour, dans le château des ducs de Brabant, recherchant la protection de celui-ci. Le 15 octobre 1456, le dauphin obtient l'asile de Philippe qui lui alloue comme résidence le petit château de Genappe, à 20 km de Bruxelles, ainsi qu'une pension annuelle de 36 000 puis 48 000 livres. Un enfant lui naîtra à Genappe qui ne vivra pas longtemps et est inhumé dans l'église de Hal, au sud de Bruxelles. Commentaire cinglant et prémonitoire de Charles VII : « Mon cousin de Bourgogne a donné asile à un renard qui, un jour, lui dévorera ses poules ». Le dauphin de France restera à Genappe jusqu'à la mort de son père qu'il apprendra le 25 juillet 1461.
Le 15 juin 1467, Philippe le Bon meurt à Bruges à près de 71 ans. Charles le Téméraire hérite du duché de Bourgogne, comme de tous les autres titres et fiefs bourguignons de son père, devenant ainsi le nouveau souverain de l'État bourguignon.

## Héraldique
| Blason | Blasonnement : Écartelé d'azur semé de fleurs de lys d'or à la bordure componée d'argent et de gueules (qui est de Valois-Bourgogne) et de bandé d'or et d'azur de six pièces à la bordure de gueules (qui est de Bourgogne ancien) ; sur le tout d'or au lion de sable armé et lampassé de gueules (qui est de Flandre). Commentaires : À son avènement (1419) : reprend les armes de son père. |

| Blason | Blasonnement : Écartelé : I et IV. d'azur semé de fleurs de lys d'or à la bordure componée d'argent et de gueules (qui est de Valois-Bourgogne) ; II. parti : à dextre bandé d'or et d'azur de six pièces à la bordure de gueules (qui est de Bourgogne ancien), et à senestre de sable au lion d'or armé et lampassé de gueules (qui est de Brabant) ; III. parti de Bourgogne ancien, et d'argent au lion de gueules à la queue fourchée et passée en sautoir, armé, lampassé et couronné d'or (qui est de Limbourg) ; sur le tout d'or au lion de sable armé et lampassé de gueules (qui est de Flandre). Commentaires : Armes à partir de 1430 : successeur de Philippe de Saint-Pol comme duc de Brabant, de Lothier, de Limbourg, et marquis du Saint-Empire. La même année (grandes armes ci-dessous à droite) il crée l'ordre de la Toison d'or. |

Grandes armes à partir de 1430 :

## Mariages
Il s'est marié à trois reprises :

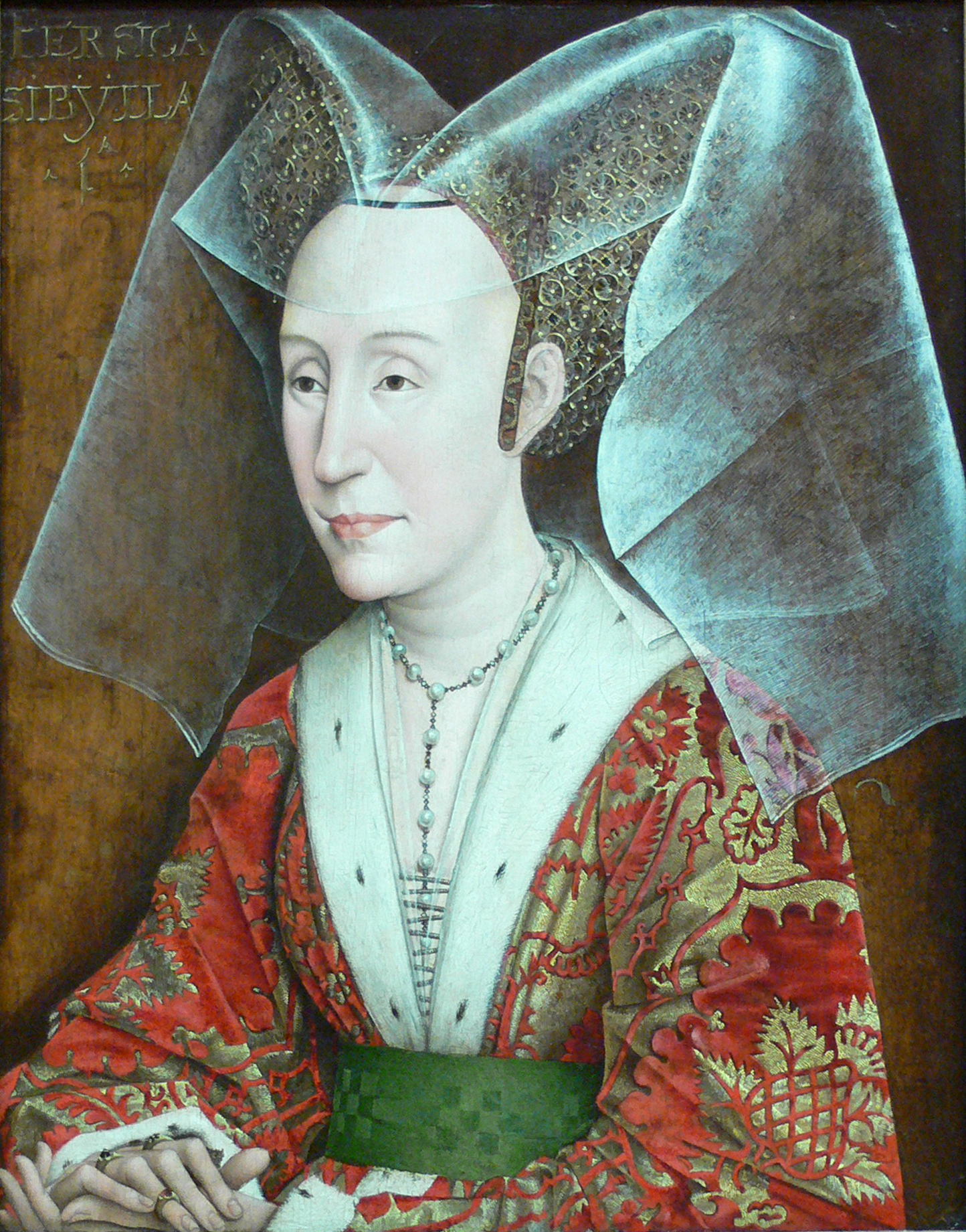
Isabelle de Portugal (1397–1471), mère de Charles le Téméraire.

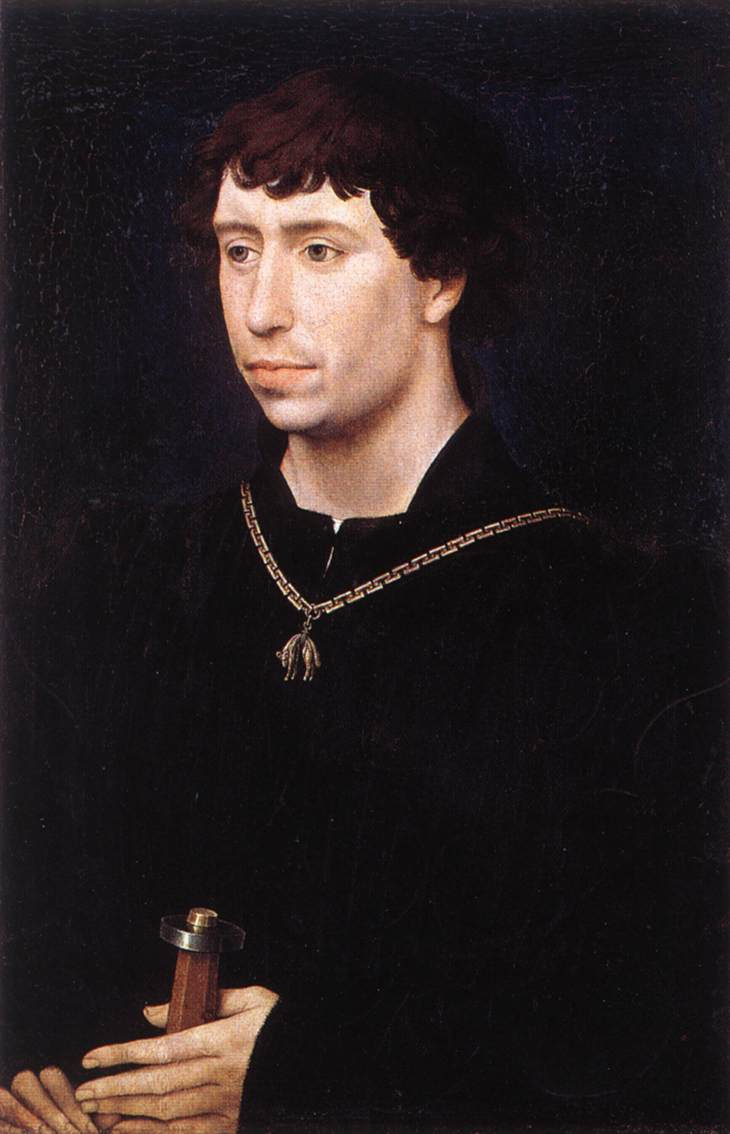
Charles le Téméraire (1433–1477).

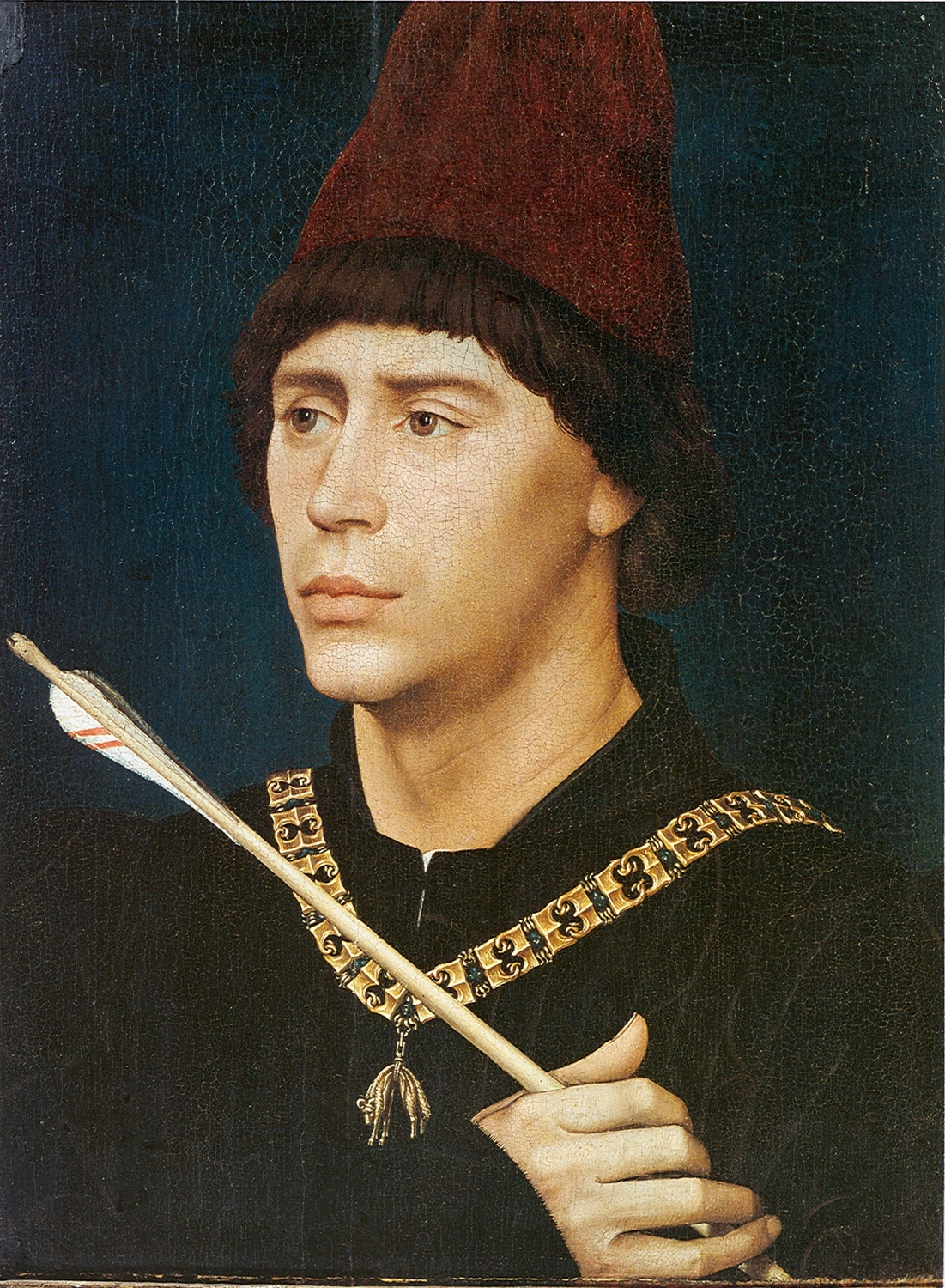
Antoine, Grand Bâtard de Bourgogne (1421–1504).

- en juin 1409, à l'âge de treize ans, à Michelle de Valois, âgée de 14 ans, fille du roi de France Charles VI ; elle meurt le 8 juillet 1422 à Gand, à l'âge de 26 ans ;

- le 30 novembre 1424, à Moulins-Engilbert, avec Bonne d'Artois, fille du comte Philippe d'Artois ; elle meurt le 17 septembre 1425, sans descendance ;

- le 7 janvier 1430, à Bruges[26],[27], avec Isabelle, seule fille survivante du roi Jean Ier de Portugal ; elle lui donne trois enfants, dont Charles, son successeur.

C'est au cours des festivités de ce mariage qu'il crée l'ordre de la Toison d'or.

## Descendance
1. Avec Michelle de Valois :
  - Agnès de Bourgogne, morte jeune ;
2. Avec Isabelle de Portugal :
  - Antoine (1430–1432) ;
  - Josse (né et mort en 1432) ;
  - Charles le Téméraire, qui lui succède, et descendance ;
3. De ses nombreuses maîtresses :
  - Corneille bâtard de Bourgogne (v. 1420–mort en 1452), également dit le Grand Bâtard de Bourgogne, seigneur d'Elverdinge, de Vlamertinge, de Neuve-Église et de Pierrefort, capitaine et gouverneur général de Luxembourg. Il laisse des enfants naturels : Jérôme et Jean, et postérité ;
  - Antoine bâtard de Bourgogne (v. 1421–1504), relève le nom de Grand Bâtard de Bourgogne à la mort de son demi-frère, seigneur de Beveren, auteur du rameau des Bourgogne-Beveren, né de Jeanne Lemaire dite Jeanne de Presles[29] ;
  - Marie de Bourgogne (1426–15 août 1475), de Jeanne Chastellain (on dit aussi de Jeanne de Presles) de Castellana, dite de Bosquiel, demoiselle de Quéry-la-Motte (Pas-de-Calais), épousa en 1442 Étienne de Bours dit Maillotin, gouverneur de Gorgues et de Dunkerque († 1450). Elle mourut le 14 juillet 1462. Marie de Bourgogne épousa par contrat de mariage le 17 septembre 1447, suivi d'un traité passé à Bruxelles le 30 septembre 1448, Pierre de Bauffremont, comte de Charny, chambellan de Philippe de Bourgogne.
  - Marguerite, morte vers 1455 ;
  - David (v. 1427–1496), né de Jeanne Chastellain (susmentionnée), évêque de Thérouanne (depuis 1451), puis d'Utrecht (depuis 1456) ;
  - Anne (v. 1435–1508), gouvernante de Marie de Bourgogne, épouse 1o) Adrien de Borselen ; 2o) Adolphe de Clèves-Ravenstein (1425–1492) ;
  - Raphaël de Mercatel (v. 1437–1508), fils de Marie de Belleval. Abbé de Saint-Bavon-de-Gand et de Saint-Pierre d'Oudenburg, évêque de Rosen ;
  - Baudouin de Lille (v. 1446–1508), vicomte d'Orbec, seigneur de Fallais, Peer, Baudour, Sainte-Anne, Lovendegem, Zomergem et Fromont, dont postérité, auteur de la branche des seigneurs de Fallais ;
  - Philippe de Bourgogne (1464–1524), dit Philippe de Bourgogne-Blaton, amiral de Flandre (en) (1498–1517), évêque d'Utrecht (1517–1524), d'où quatre fils bâtards : Jean, Philippe, Olivier[30] et Baudouin ;
  - Jean (1438–1499), 25e prévôt par le chapitre de Saint-Donat à Bruges (1483), il laisse deux fils bâtards, Arnould et Jacques ;
  - Marie, religieuse ;
  - Catherine ;
  - Antoine, mort jeune, sans postérité ;
  - Josse ;
  - Corneille († v. 1428) ;
  - Madeleine ;
  - Marie, religieuse ;
  - Catherine, abbesse ;
  - Catherine, religieuse ;
  - Jossine († jeune) ;
  - Yolande († 3 novembre 1470), mariée en 1456 avec Jean d'Ailly, seigneur de Picquigny, Raineval, vidame d'Amiens, mort en 1492 ;
  - Jérôme ;
  - Baudouin, cité en 1461-1463 ;
  - Arthur, mort jeune, sans postérité ;
  - André.

## Caractère
En politique, Philippe le Bon prenait le temps de la réflexion et s'entourait d'avis avant d'agir.
Il pouvait être effrayant dans ses colères, mais il pardonnait vite, aimait la bonne chère et était grand amateur de maîtresses (trente connues). Sa facilité à pardonner (et non pas, comme le roi de France Jean II le Bon, son adresse à manier l'épée) serait à l'origine de son surnom louangeur.
Cependant, le duc garda un ressentiment certain contre la couronne de France, commanditaire de l'assassinat de son père Jean sans Peur. Le décès de celui-ci provoqua chez Philippe une tristesse très profonde : les représentations le montrent quasiment toujours en pourpoint noir, signe de deuil.

## Philippe le Bon, le mécène

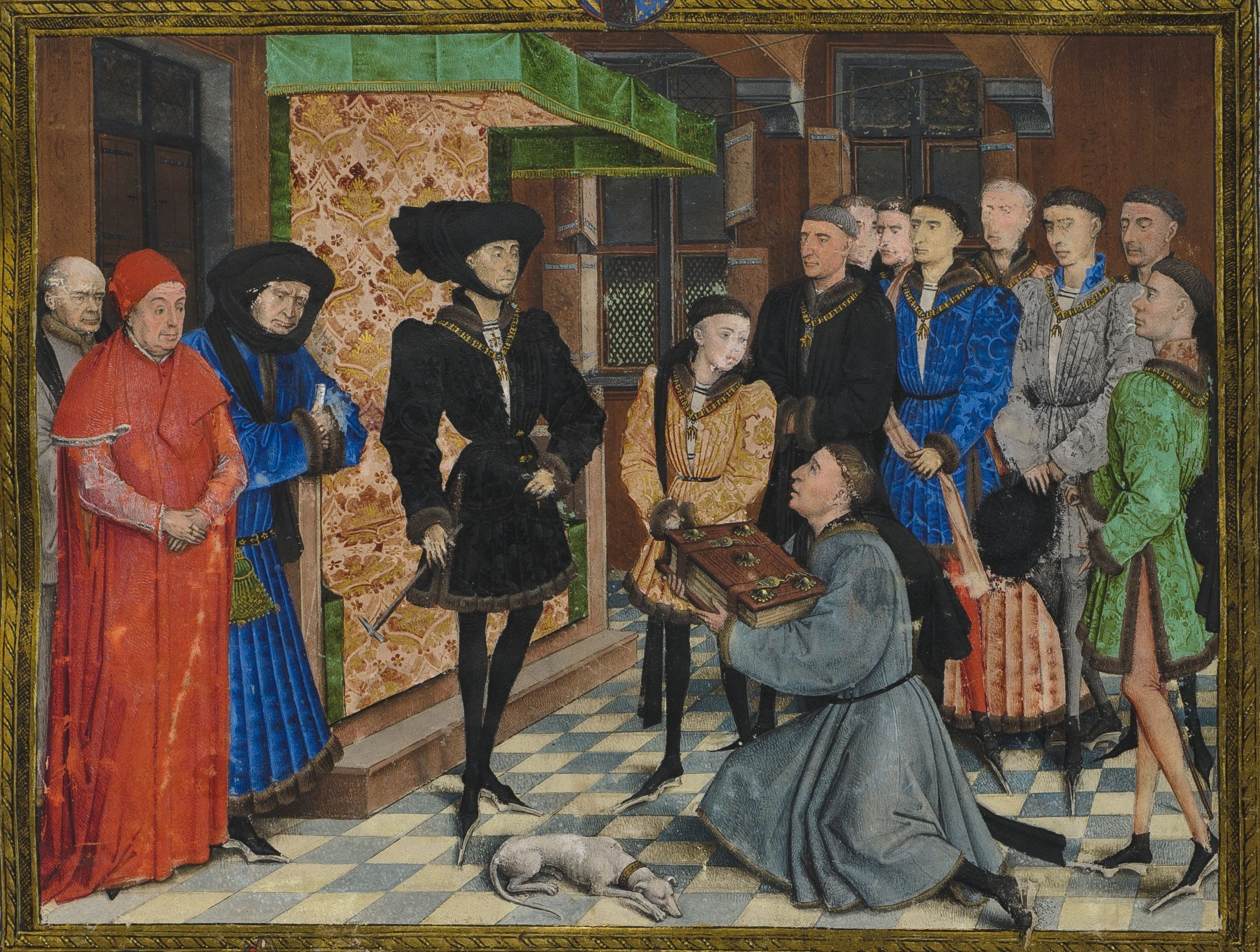
Miniature, illustration des Chroniques de Hainaut. Philippe le Bon et son fils Charles reçoivent l'hommage de l'auteur des Chroniques du Hainault.

Philippe le Bon, gravure du XVIIe siècle. Les armoiries "en miroir" sont dues au fait que le graveur les grava "à l'endroit" sur la plaque de cuivre.

Grand amateur d'art, Philippe le Bon encouragea les sculpteurs et surtout les peintres. Philippe le Bon contribue également à faire modifier le palais des ducs de Bourgogne de Dijon par une façade flamboyante, des logis ducaux, une grande salle des festins et des cuisines ducales de 30 cuisiniers.
À Lille, une de ses résidences favorites où il organise le banquet du vœu du faisan, il fait construire en 1453 le palais Rihour, sur les plans de l'architecte Évrard de Mazières.
Il est à noter que Philippe le Bon devint membre de la chambre de rhétorique Den Boeck de Bruxelles en 1437.
1. Les sculpteurs
  - Jean de la Huerta et Antoine Le Moiturier ont réalisé le tombeau de Jean sans Peur et de Marguerite de Bavière, parents de Philippe le Bon.
2. Les peintres
  - Henri Bellechose,
  - Jan van Eyck,
  - Rogier van der Weyden,
  - Jacques Daret,
  - Hans Memling,
  - Jean Le Tavernier,
  - Hue de Boulogne,
  - Jean Coustain.
  - Jean I Changenet, premier Maître des Prélats bourguignons, ayant contribué au décor de l'entrée de Philippe le Bon à Dijon en 1454 et à celui de son service funèbre en 1467[33].
3. Les musiciens
  - Guillaume Dufay,
  - Gilles Binchois.
4. Les écrivains
  - Jean Wauquelin, l'auteur des Chroniques du Hainault,
  - David Aubert
  - Michault Taillevent,
  - Enguerrand de Monstrelet
  - Jehan Miélot
  - Mathieu d'Escouchy.

## Dans la culture

### Sculpture

Sculpture de Philippe
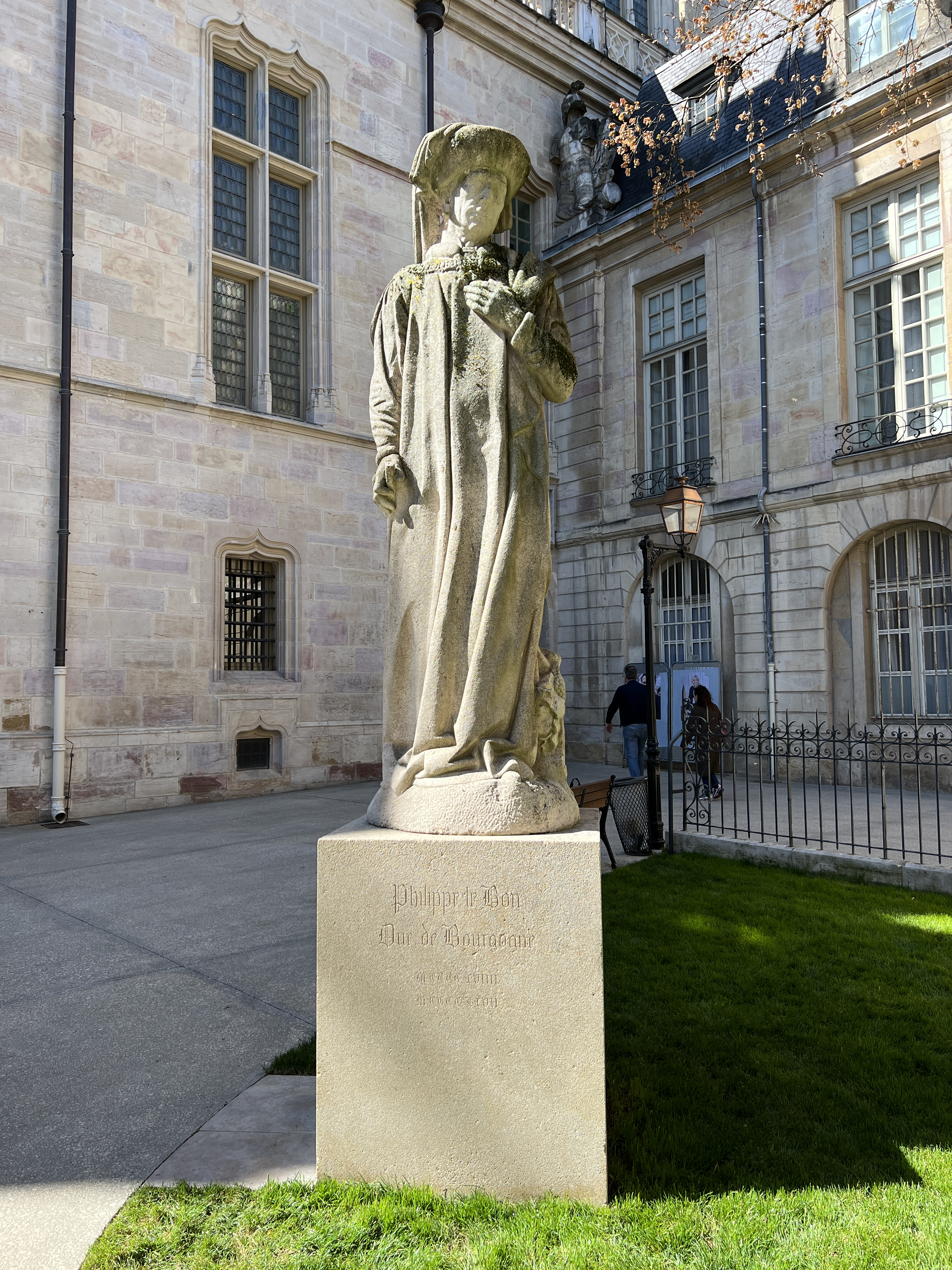
Statue devant le Palais des ducs de Bourgogne de Dijon
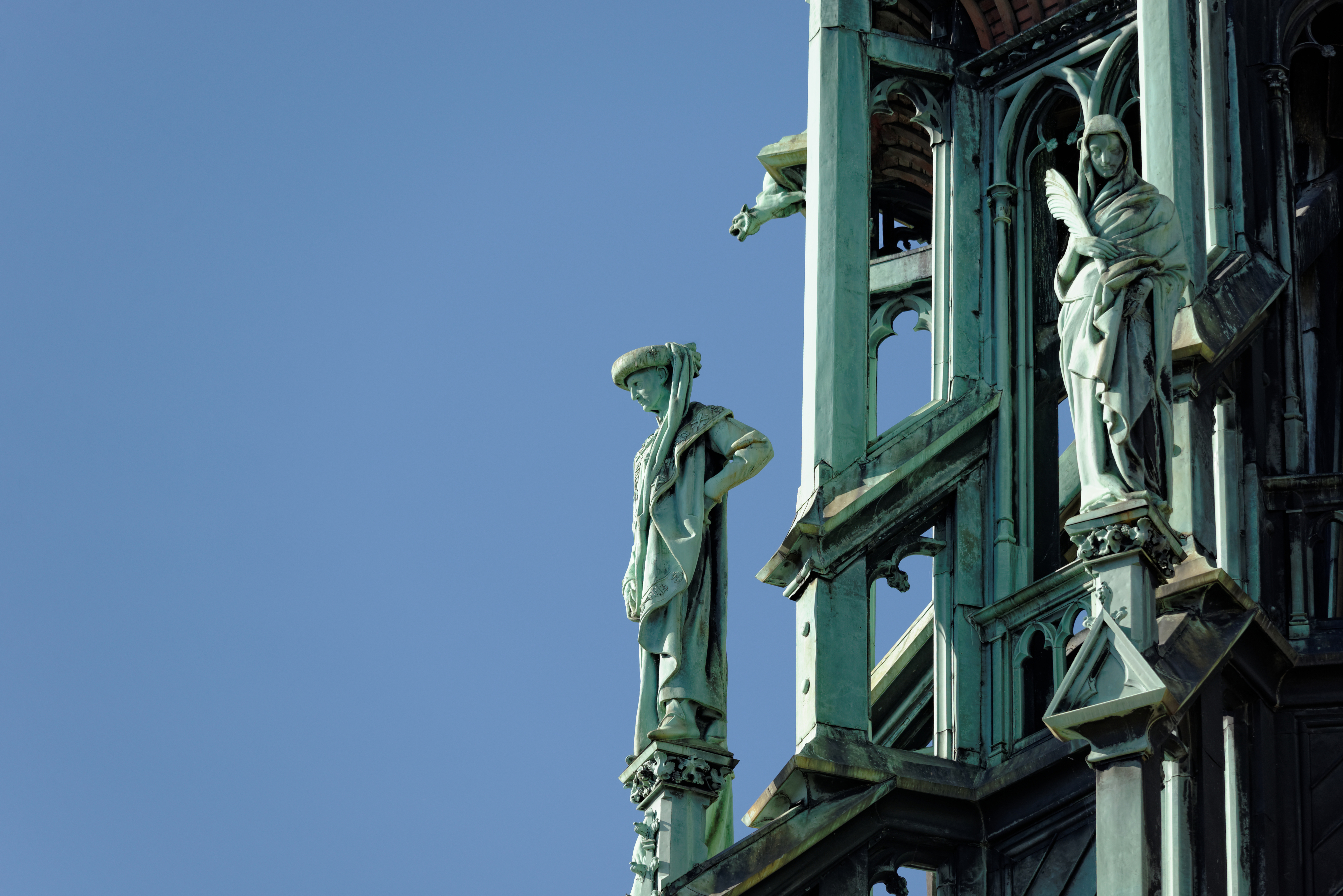
Statue de la Cathédrale Saint-Bénigne de Dijon
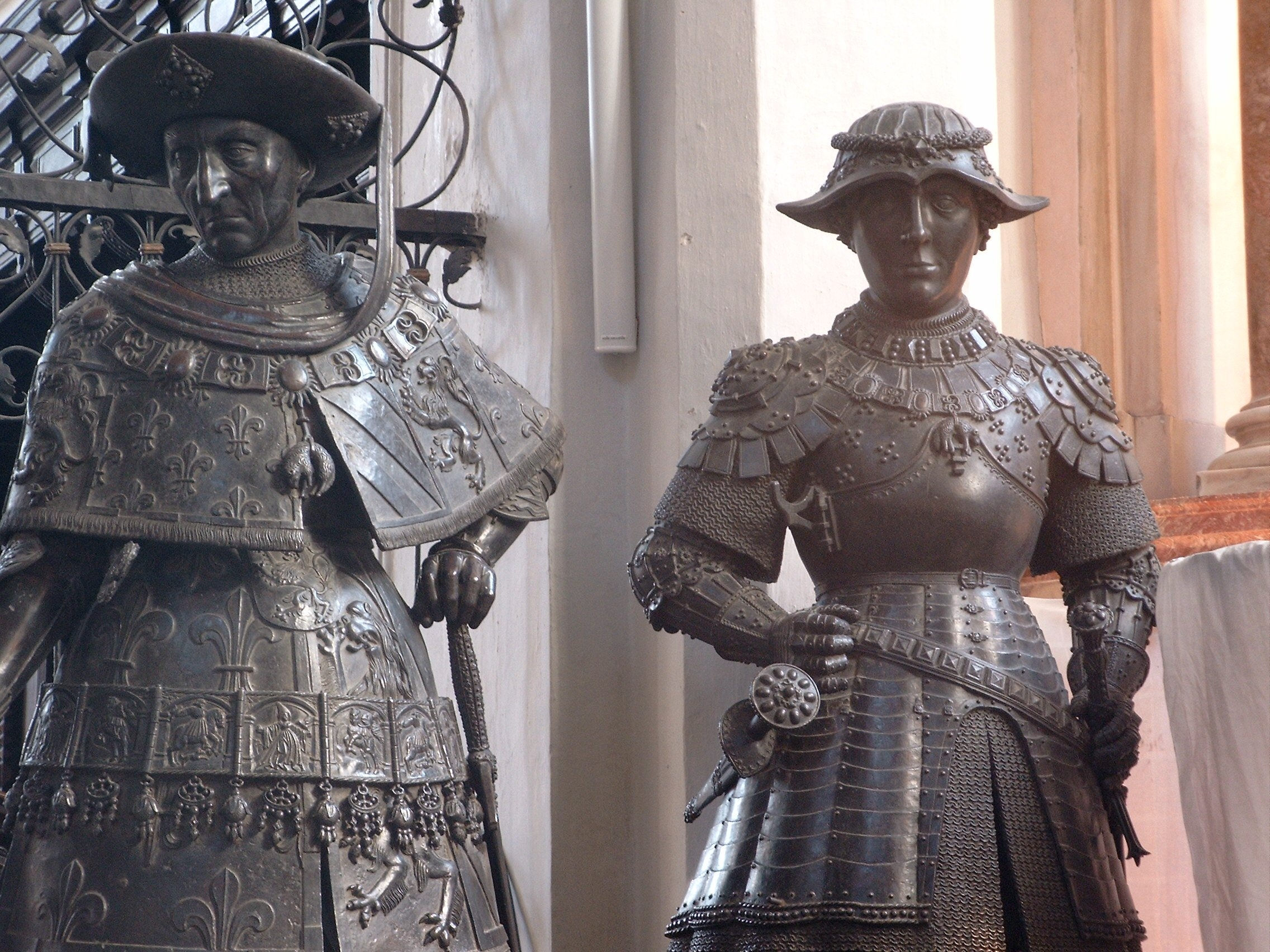
Statue en bronze, aux côtés de Charles le Téméraire, dans la Hofkirche d'Innsbruck
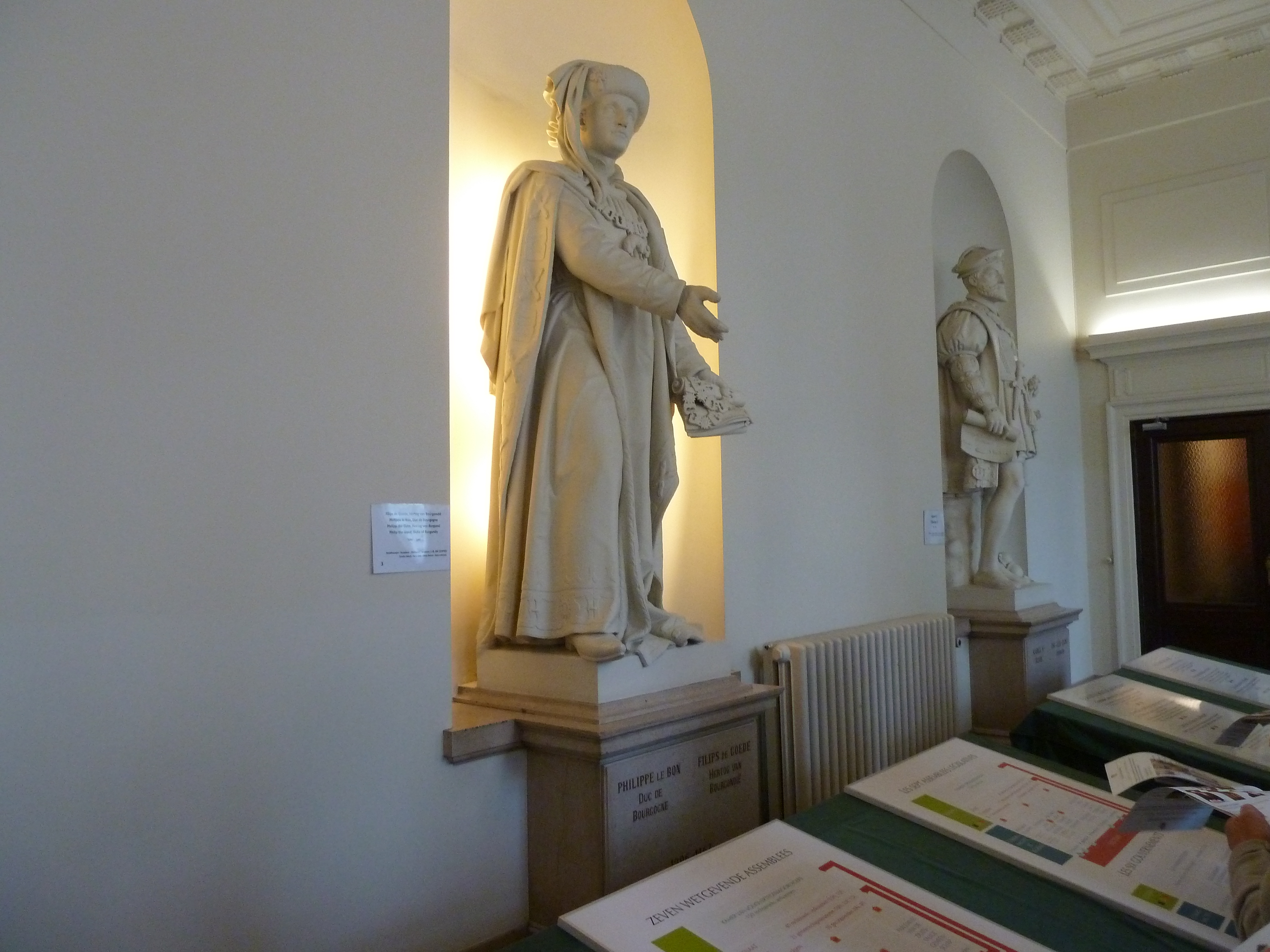
Statue à la Chambre des représentants à Bruxelles

### Jeu vidéo
- La campagne bourguignonne de l'extension Lords of the West d'Age of Empires II : Definitive Edition lui est partiellement consacrée, dépeignant principalement sa lutte contre Jacqueline de Hainaut et le siège de Compiègne.